# 京都市立開建高等学校
京都市立開建高等学校（きょうとしりつ かいけんこうとうがっこう）は、京都府京都市南区唐橋大宮尻町にある市立高等学校。京都市立塔南高等学校を再編して開校した。校名は平安京右京九条の坊名「開建坊」に由来し、西寺跡の西隣に所在する。

## 設置学科
- ルミノベーション科（その他普通教育を施す学科）

## 沿革
- 2023年4月1日 - 京都市立塔南高等学校を京都市立洛陽工業高等学校跡地に移転・再編し、京都市立開建高等学校が開校[2]。